# Title track
Il termine inglese title track indica il brano eponimo, ossia una canzone contenuta in un album discografico di cui la raccolta riprende il titolo.

## Esempi
Un esempio di brano eponimo è Bad di Michael Jackson, brano che ha dato il titolo all'omonimo album, o anche Wish You Were Here dei Pink Floyd. Tuttavia, in alcuni casi la title track può prestare il suo nome a un album nel quale non è contenuta: alcuni importanti esempi sono la canzone, Houses of the Holy dei Led Zeppelin, contenuta nell'album Physical Graffiti, ma che ha dato il titolo all'album precedente, e l'album Let Go di Avril Lavigne, intitolato come una canzone inserita come lato B nel singolo Mobile. Spesso accade che un artista incida una canzone contenente il suo stesso nome d'arte e intitoli allo stesso modo anche l'album; quest'ultimo caso si riscontra particolarmente nel primo album di un artista, come fece Madonna per il suo primo album. 
Il titolo di un album può anche contenere una piccola parte del testo di una canzone contenuta al suo interno anziché direttamente il titolo. Questo caso si è verificato, per esempio, nel primo album di Mariangela, ...preparati a volare, intitolato come una strofa del primo singolo estratto, Ninna nanna, o nell'album In the Zone di Britney Spears, oppure in Piece of Mind degli Iron Maiden, dove tale titolo viene nominato nel ritornello di Still Life, oppure ancora nell'album Fuori come va? di Luciano Ligabue, il cui titolo è una frase del brano, Tutti vogliono viaggiare in prima, e nell'album di Caparezza Verità supposte, si ritrova la medesima frase nel brano Nessuna razza.
A volte la sovrapposizione dei titoli è parziale: ad esempio, nel disco La donna il sogno & il grande incubo, degli 883, la canzone si chiama semplicemente Il grande incubo, ma nel testo viene pronunciata anche la frase intera ripresa come titolo per l'album. È frequente anche il contrario, ovvero l'uso di una parte minima del titolo di una title track come titolo dell'album stesso, come è successo agli Evans Blue con la title track, The Pursuit Begins When This Portrayal of Life Ends dell'album The Pursuit e nell'album, From the Inside di Laura Pausini, intitolato come parte del titolo della canzone, Love Comes From the Inside. 
Può capitare che le canzoni che danno il titolo a un album siano anche più di una: un esempio di ciò è l'album di Adriano Celentano del 2007 Dormi amore, la situazione non è buona dove le title track sono due ovvero Dormi amore e La situazione non è buona, rispettivamente le tracce numero 3 e 4 del disco. Un caso particolare riguarda poi la discografia di Claudio Baglioni. Nel secondo album del cantautore romano, Un cantastorie dei giorni nostri, c'è un brano dal titolo Cincinnato il cui incipit "Gira che ti rigira amore bello..." dà il titolo al quarto album del cantautore, supporto fonografico che contiene anche una canzone che si intitola semplicemente Amore bello.